# Frankenia densa
Frankenia densa är en frankeniaväxtart som beskrevs av Victor Samuel Summerhayes. Frankenia densa ingår i släktet frankenior, och familjen frankeniaväxter. Inga underarter finns listade i Catalogue of Life.